# Postoloprty
Postoloprty (niem. Postelberg) − miasto w Czechach, w kraju ujskim.
31 grudnia 2003 powierzchnia miasta wynosiła 4 651 ha, a liczba jego mieszkańców 4924 osób.
W miejscowości jest stacja kolejowa Postoloprty.

## Demografia
| Rok             | 1970  | 1980  | 1991  | 2001  | 2003  |
| --------------- | ----- | ----- | ----- | ----- | ----- |
| Liczba ludności | 4 889 | 4 886 | 4 483 | 4 836 | 4 924 |

Źródło: Czeski Urząd Statystyczny